# Majs-slægten
Majs-slægten (Zea) er en planteslægt, der i alt har fem arter. Den mest kendte af disse er Majs, som har en række underarter. Blandt dem finder man Teosinthe, som urbefolkningen kalder "majsens moder". DNA-undersøgelser har vist, at den dyrkede majs formentlig er resultatet af en kromosomfordobling på Teosinthe, som altså må have været udgangspunktet for majsdyrkningen.
| Arter |

- Zea diploperennis, flerårig
- Zea luxurians, enårig
- Majs (Zea mays), enårig
  - subspecies huehuetenangensis, Teosinte
  - subspecies mexicana, Teosinte
  - subspecies. parviglumis, Teosinte, majsens urform
  - subspecies mays, dyrket majs.
- Zea nicaraguensis, enårig
- Zea perennis, flerårig

Bemærk, at "majsens mor", slægten Teosinte, her regnes med i denne slægt. I andre henregnes Zea til slægten Teosinte.